# Złoty Anioł (budynek)
Złoty Anioł (cz. Zlatý Anděl) – kompleks biurowy znajdujący się w dzielnicy Smíchov w Pradze. Autorem projektu architektonicznego budynku, uznawanego za cenny klejnot praskiego modernizmu, jest francuski architekt, laureat Nagrody Priztkera Jean Nouvel.